# Pepperoni

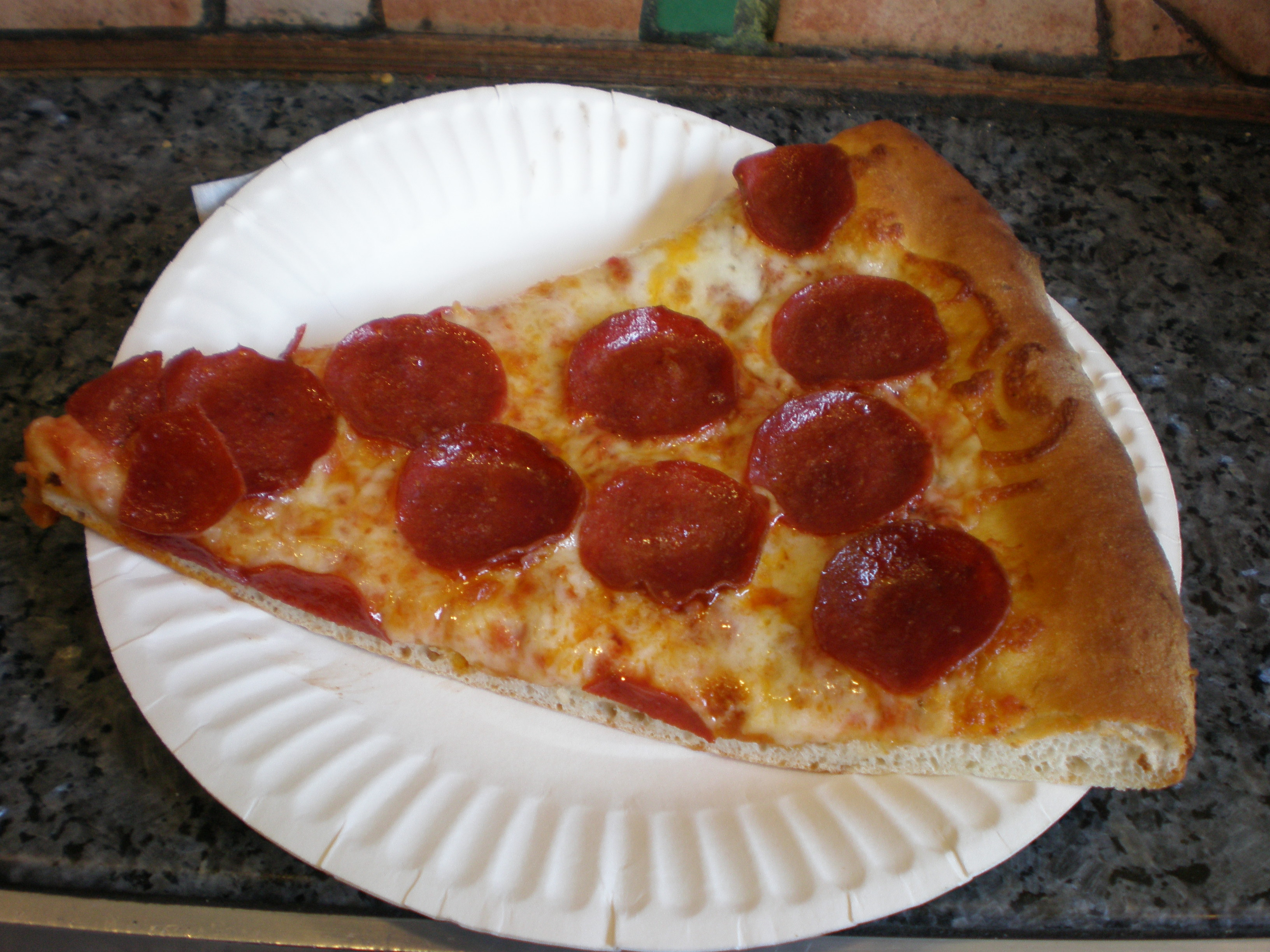
Fatia de pizza de pepperoni.

Pepperoni é uma variedade ítalo-americana apimentada do salame seco, feita de carne de porco e bovina, incluindo algumas vezes toucinho. 
O processo de produção tem como tempero principal a páprica e etapas de fermentação e cozimento gradual do produto. 
Os pepperoni são descendentes dos salames apimentados italianos, tais como o picante napolitano do salsiccia, uma salsicha de carne de porco seco picante de Nápoles. Os pepperoni são usados frequentemente como cobertura da pizza em pizzarias do estilo americano. É a cobertura mais popular das pizzas na América do Norte, presente ao menos em 30% de todas as pizzas.
A palavra "pepperoni" deriva de peperoni, o plural italiano de peperone. No entanto, em italiano peperone designa o pimentão. Enquanto que para designar pepperoni se usa salame ou salamino piccante. A pizza de "peperoni" requisitada na Itália é freqüentemente uma surpresa não bem vinda para turistas. A equivalente à pizza de pepperoni é em Itália designada por "pizza alla diavola". 
É também um sabor popular de batata palha em alguns países.
Conforme as normas nacionais brasileiras, entende-se por pepperoni, o produto cárneo industrializado, elaborado de carnes suínas ou de carnes suínas e bovinas, toucinho, adicionado de ingredientes, com granulometria média entre 3 e 6 mm, embutido em envoltórios naturais ou artificiais, apimentado, curado, fermentado, maturado, dessecado por tempo indicado pelo processo de fabricação, defumado ou não.